# Sibel Tüzün
Sibel Tüzün, född 29 september 1971 i Istanbul, är en turkisk popsångerska. Hon är en populär musikartist i Turkiet, och hennes popularitet i Europa växer.

## Biografi
Sibel började sin musikutbildning genom att gå med i TRT Istanbuls barnkör. I sekundärskolan gick hon med i Youth Choir of TRT där hon mötte Gökçen Koray, Cenan Akın och Hikmet Şimşek.
Hon visade stort intresse för pop- och rockmusik under sina skolår på Beşiktaş Atatürk High School. Hon kom på tredjeplats i en musiktävling bland högskoleelever i Turkiet. Melih Kibar, en av Turkiets mest kända kompositörer, visade intresse för henne efter detta. Hon började spela in sin röst för reklamsammanhang. Sibel Tüzün sjöng även tillsammans med Ajda Pekkan och Nükhet Duru.
Hennes första soloalbum Ah Biz Kızlar släpptes år 1992. Detta albumet gjorde att Sibel Tüzün fick stor popularitet i Turkiet. Följande år blev det en stor turné. Efter att ha arbetat tillsammans med Robert Bricknell i London en tid återvände hon till Turkiet och släppte sitt andra album Nefes Keser Aşklar år 1995. Det här albumet blev succé och bevisade att hennes debut inte var en tillfällighet.
År 1997 startade Sibel Tüzün sitt eget produktionsbolag kallat Arinna Müzik. Året efter släpptes hennes tredje album Hayat Buysa Ben Yokum Bu Yolda och efter detta släpptes albumet Yine Yalnızım år 2002.
Det femte albumet släpptes år 2003 och hette Kırmızı ("Röd"). Detta tog henne till toppen av sin karriär och gjorde henne mer populär än någonsin tidigare. Hennes sjätte album släpptes året efter och innehöll grekiska versioner och remixer av Kırmızı. Sibel Tüzün tog därefter en paus från musiken för att ägna tid åt sitt första barn, Elaya.
År 2006 deltog Sibel Tüzün för sitt hemland och representerade det i Eurovision Song Contest med låten Süper Star, med text och musik skriven av henne själv.
Sibel Tüzün talar turkiska, engelska och grekiska flytande.

## Diskografi, album
- 2010 – Saten (Satin)
- 2004 – Kıpkırmızı (Knallröd) (remix)
- 2003 – Kırmızı (Röd)
- 2002 – Yine Yalnızım (Ensam igen)
- 1998 – Hayat Buysa Ben Yokum Bu Yolda (Om detta är livet, räkna inte med mig)
- 1995 – Nefes Keser Aşklar (I kärleken, andlös)
- 1992 – Ah Biz Kızlar (Vi tjejer)